# Canada Place

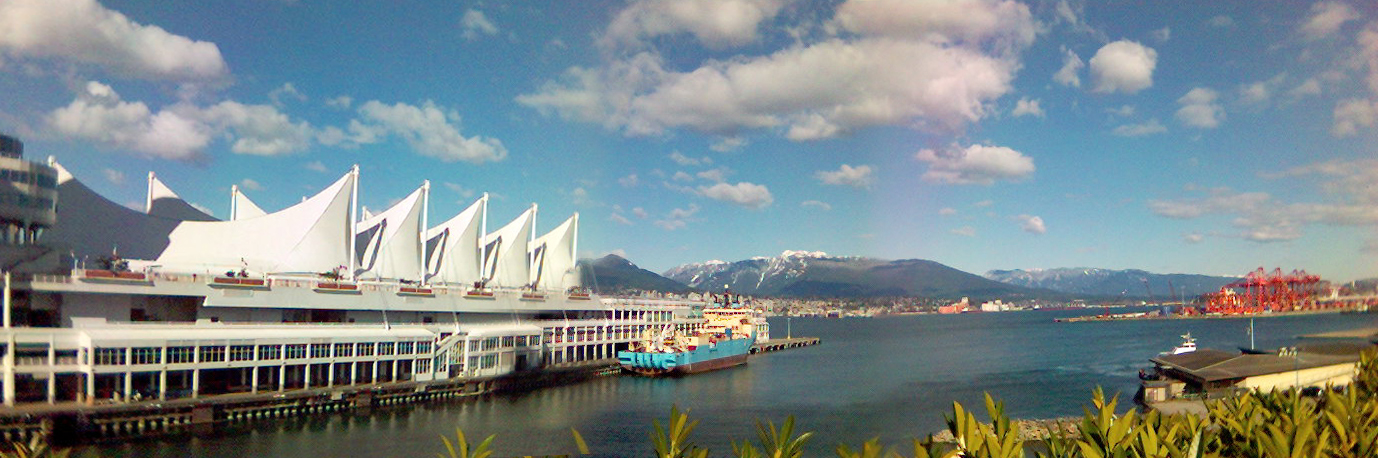
Panorama delle vele del Canada Place, con la North Shore sull sfondo

Il Canada Place è un edificio situato sul lungomare del Burrand Inlet a Vancouver, nella Columbia Britannica (Canada). Progettato dall'architetto Eberhard Zeidler, fu realizzato fra il 1983 e il 1985 e ampliato nel 2001. Costituisce uno degli edifici più caratteristici di Vancouver; le sue "vele" bianche vengono spesse paragonate alla Opera House di Sydney e al Denver International Airport.
È principalmente utilizzato come spazio per esposizioni, fiere e convention (la prima fu l'Expo 86), ma comprende anche un hotel e il World Trade Centre di Vancouver, e serve da terminale per le navi da crociera; fino al 2009 c'era anche un cinema 3D IMAX.
Nel 2009 è stato costruito un edificio gemello a nordest di quello originale, con ulteriori spazi espositivi.